# Vasilije Janjičić
Vasilije Janjičić (Zurigo, 2 novembre 1998) è un calciatore svizzero, centrocampista del Thun.

## Biografia
Il 22 febbraio 2018 Janjičić, sotto effetto di alcol e privo della patente di guida, provoca un tamponamento a catena lungo la Bundesautobahn 7 verso Amburgo. Intercettato dalla polizia, al momento di raccogliere i dati personali Janjičić mostra i documenti del fratello gemello.

## Caratteristiche tecniche
È un mediano.

## Carriera

### Club

#### Gli inizi allo Zurigo
Janjičić cresce nelle giovanili dello Zurigo, squadra della sua città, a cui è tesserato dal 2004. Nel maggio 2014, all'età di 15 anni, entra a far parte della squadra under-21 dello Zurigo in Promotion League, terza divisione svizzera. In poco meno di due anni colleziona 27 presenze e 2 reti. Per la stagione 2016-17 viene integrato alla prima squadra e il 25 luglio 2016 esordisce nel match vinto 2-0 contro il Winterthur.

#### Amburgo
Il 31 agosto 2016, ultimo giorno di calciomercato, viene acquistato dall'Amburgo, che lo aggrega alla propria seconda squadra. Con il club tedesco firma un contratto fino al 2020. Durante la prima parte di stagione in Regionalliga con l'Amburgo II viene impiegato 12 volte, segnando due reti. Grazie a queste prestazioni l'allenatore Markus Gisdol decide di integrarlo in prima squadra. A fine stagione riesce a giocare quattro partite in Bundesliga, di cui due partendo da titolare.
Nella stagione 2017-18 ritrova gli allenatori della squadra riserve Bernd Hollerbach e Christian Titz che succedono all'esonerato Gisdol. Janjičić gioca dieci partite in seconda squadra e colleziona sette presenze in Bundesliga. A fine stagione arriva la prima retrocessione in seconda divisione della storia dell'Amburgo.
Durante la stagione successiva in cadetteria viene impiegato con più continuità dal tecnico Hannes Wolf, prima che questo gli preferisca Orel Mangala. A fine anno può vantare comunque 27 presenze stagionali (di cui 5 in Coppa di Germania) ma l'Amburgo, classificatosi in quarta posizione, non raggiunge la promozione in Bundesliga. Nell'estate 2019 a causa di un infortunio salta la preparazione estiva agli ordini del nuovo allenatore Dieter Hecking che lo fa quindi relegare in seconda squadra e lo toglie dal progetto tecnico.

#### Ritorno allo Zurigo
Dopo tre stagioni in riva all'Elba, il 27 agosto 2019 torna al club che lo ha lanciato tra i professionisti, lo Zurigo, con cui sottoscrive un contratto triennale.

### Nazionale
Janjičić viene convocato per tutta la trafila delle nazionali giovanili minori svizzere, dall'under-15 all'under-19. Dall'agosto 2017 al marzo 2018 viene selezionato per la Svizzera under-20, mentre a partire dal settembre 2018 è convocabile per l'under-21.

## Statistiche

### Presenze e reti nei club
Statistiche aggiornate al 7 luglio 2017.
| Stagione        | Squadra         | Campionato      | Campionato | Campionato | Coppe nazionali | Coppe nazionali | Coppe nazionali | Coppe continentali | Coppe continentali | Coppe continentali | Altre coppe | Altre coppe | Altre coppe | Totale | Totale | Totale |
| Stagione        | Squadra         | Comp            | Pres       | Reti       | Comp            | Pres            | Reti            | Comp               | Pres               | Reti               | Comp        | Pres        | Reti        | Pres   | Reti   |        |
| --------------- | --------------- | --------------- | ---------- | ---------- | --------------- | --------------- | --------------- | ------------------ | ------------------ | ------------------ | ----------- | ----------- | ----------- | ------ | ------ | ------ |
| lug. 2016       | Zurigo          | CL              | 1          | 0          | CS              | 0               | 0               |                    | -                  | -                  |             | -           | -           | 1      | 0      |        |
| 2016-2017       | Amburgo         | 1B              | 4          | 0          | CG              | 0               | 0               |                    | -                  | -                  |             | -           | -           | 4      | 0      |        |
| Totale carriera | Totale carriera | Totale carriera | 5          | 0          |                 | 0               | 0               |                    | -                  | -                  |             | -           | -           | 5      | 0      |        |

## Palmarès
- Challenge League: 1

Thun: 2024-2025